# Serie sterzo

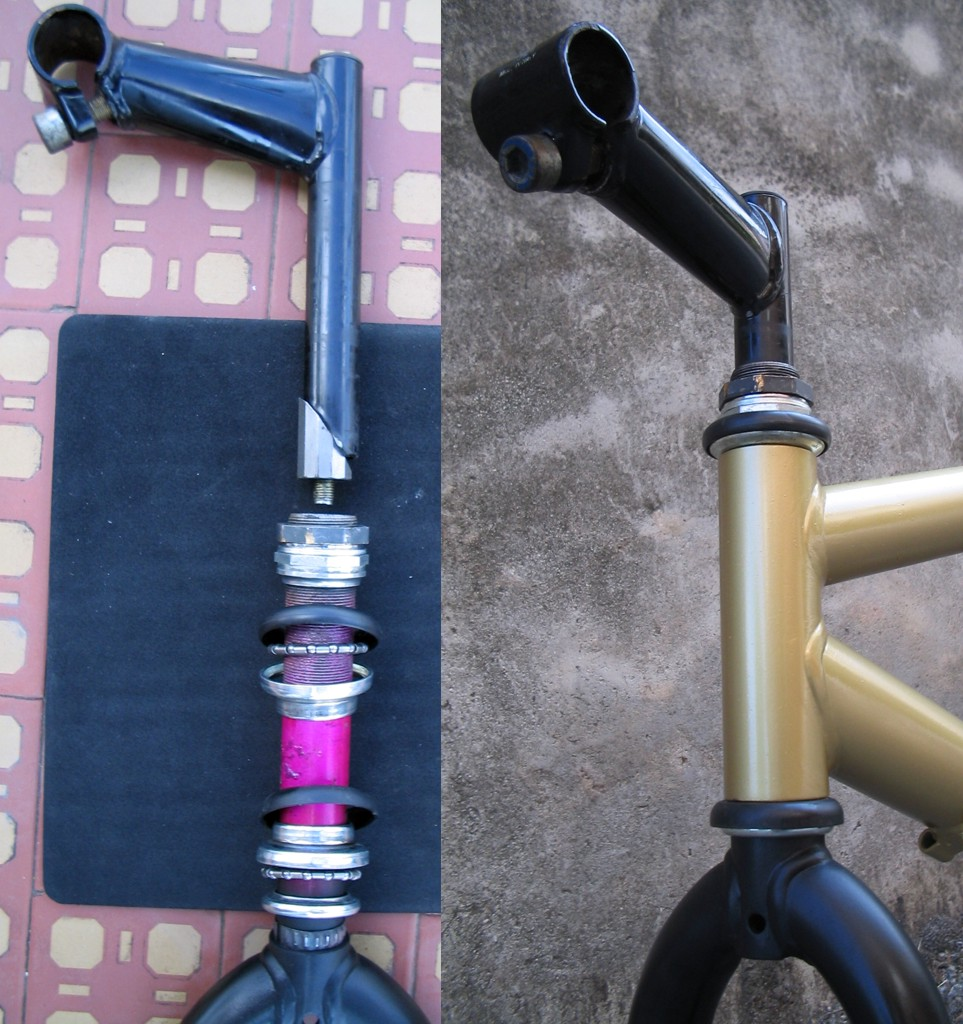
Serie sterzo classica

La serie sterzo è un insieme di componenti per biciclette/motociclette che permette la rotazione della forcella tramite l'azione sul manubrio.

## Descrizione
La serie sterzo è composta da:
- Stelo forcella, tradizionalmente lo stelo della forcella fissa o lo stelo delle piastre delle forcelle ammortizzate è filettato (filettatura 25.4 mm 1" x 24 tpi o 1⅛" x 24 tpi)
- Cuscinetti sono previsti due cuscinetti a sfere, che alloggiano nell'apposita sede che viene inserita a pressione nel telaio.
- Cannotto di sterzo porzione del telaio che permette l'alloggio del perno forcella e dei cuscinetti
- Sistema di fissaggio, il modello standard prevede l'uso di ghiere, mentre il modello a-head prevede l'uso integrale del fissaggio del portamanubrio, il quale ora ha il compito non solo di tenere il portamanubrio, ma anche di tenere adeso la serie sterzo
- Portamanubrio elemento che permette il collegamento tra manubrio e stelo forcella

## Standardized Headset Identification System (S.H.I.S.)
Le forcelle per biciclette hanno molte misure del codolo, di cui alcune proprietarie, per questo venne definito questo standard, che permette una più facile identificazione della forcella e della serie sterzo necessaria per renderla utilizzabile sul telaio della bicicletta (cannotto), questo ha permesso anche di poter adottare forcelle con codolo differente nello stesso cannotto di sterzo.
La serie sterzo può essere simmetrica e quindi adatta per forcelle a codolo cilindrico e cannotto sterzo cilindrico, oppure richiedere un anello di riduzione nel caso di cannotto sterzo conico, mentre la serie sterzo sarà asimmetrico nel caso di forcelle a codolo conico, sia nel caso di cannotto sterzo cilindrico che conico, ed eventualmente sarà necessario un anello di riduzione.
Inoltre la serie sterzo può essere standard e quindi a cappello esterno (EC), interna per attacchi a-head (ZS) e integrata per attacchi a-head (ZH)

## Regolazione
La regolazione sono:

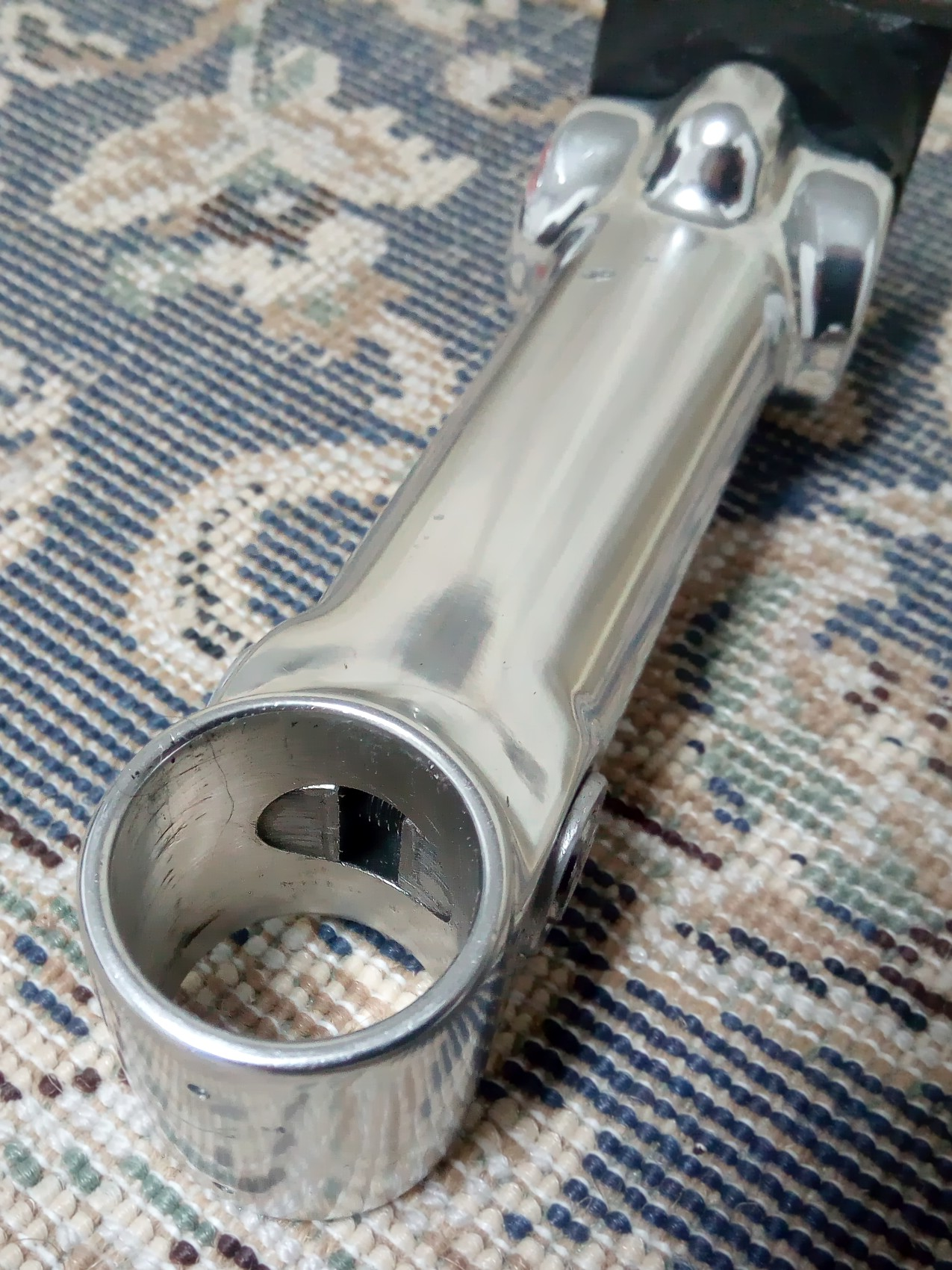
Portamanubrio per serie a-head,con sistema di fissaggio sul tubo sterzo tramite cuneo esterno

- Gioco cuscinetti di sterzo viene regolato tramite la tenuta dei cuscinetti mediante vincoli fisici (che sono diversi a seconda del tipo di serie sterzo) che li costringono a stare a diretto contatto con il cannotto di sterzo.
- Altezza portamanubrio, quest'altezza a seconda del tipo di serie sterzo può essere regolata o tramite un distanziale e fissati tramite delle viti oppure nei modelli standard tramite un sistema a tampone in gomma o tramite un dado e il portamanubrio tagliati a fetta di salame, questi ultimi due sistemi sono gestiti tramite una vite che avvicinando il dado o il tampone, questi o si schiaccino e gonfino o slittano in modo da poter far forza sulla superficie interna dello stelo della forcella.

## Tipologia
Esistono vari modi per la regolazione tenuta della serie sterzo:
- filettata o standard, lo stelo che penetra nel cannotto di sterzo del telaio (filettato all'estremità), in modo che con il sistema del doppio dado, si può regolare il gioco d'accoppiaggio dei cuscinetti ed evitare la staratura
- a-head o integrate, non presentano la filettatura dello stelo e la regolazione del gioco d'accoppiaggio dei cuscinetti avviene tramite il serraggio del portamanubrio o della piastra di sterzo superiore sul perno stesso, con o senza l'interposizione di spessori.